# Eastern Basketball Association 1974-1975
La stagione EBA 1974-75 fu la 29ª della Eastern Basketball Association. Parteciparono 4 squadre in un unico girone.
Rispetto alla stagione precedente gli East Orange Colonials, gli Hamilton Pat Pavers e gli Hartford Capitols scomparvero.

## Squadre partecipanti
- Allentown Jets
- C.H. Rookies
- Hazleton Bullets
- Scranton Apollos

## Classifica
| Squadra             | V  | P  | %    | GB  |
| ------------------- | -- | -- | ---- | --- |
| Hazleton Bullets    | 18 | 11 | 62,0 | -   |
| Allentown Jets      | 16 | 14 | 53,3 | 2,5 |
| Scranton Apollos    | 15 | 14 | 51,7 | 3   |
| Cherry Hill Rookies | 9  | 17 | 34,6 | 7,5 |

## Play-off

### Semifinale
|  | Allentown Jets | 133 – 105 | Scranton Apollos |  |

|  | Allentown Jets | 111 – 103 | Scranton Apollos |  |

### Finale
|  | Allentown Jets | 111 – 98 | Hazleton Bullets |  |

|  | Hazleton Bullets | 109 – 105 | Allentown Jets |  |

|  | Allentown Jets | 117 – 105 | Hazleton Bullets |  |

### Tabellone
|  | Semifinali | Semifinali | Semifinali |           |   | Finale | Finale   | Finale |  |
|  |            |            |            |           |   |        |          |        |  |
|  |            |            |            |           |   | 1      | Hazleton | 1      |  |
|  |            |            |            |           |   | 1      | Hazleton | 1      |  |
|  |            |            |            | Allentown | 2 |        |          |        |  |
|  | 3          | Scranton   | 0          | Allentown | 2 |        |          |        |  |
|  | 3          | Scranton   | 0          |           |   |        |          |        |  |
|  | 2          | Allentown  | 2          |           |   |        |          |        |  |

## Vincitore
| Campione EBA 1975          |
| -------------------------- |
| Allentown Jets (7º titolo) |

## Premi EBA
- EBA Most Valuable Player: Jerry Baskerville, Hazleton Bullets
- EBA Rookie of the Year: Aulcie Perry, Allentown Jets